# Kardhyal, Bhalki
Kardhyal là một làng thuộc tehsil Bhalki, huyện Bidar, bang Karnataka, Ấn Độ.